# Robert A. Price
Robert A. Price (1950) es un botánico estadounidense. Publica sus hallazgo taxonómicos, habitualmente en Novon.
Desarrolla actividades académicas en el Departamento de Botánica de la Universidad de Georgia, en Athens (Georgia).

## Obra
- robert a. Price. 2009. A new genus, Hesperocyparis, for the cypresses of the Western Hemisphere. Phytologia 91 (1): 160–185

- suzanne Warwick, ihsan Al-Shehbaz, robert a. Price, connie Sauder. 2002. Phylogeny of Sisymbrium (Brassicaceae) based on ITS sequences of nuclear ribosomal DNA. Canadian J. of Botany 80 (9): 1002-1017 doi 10.1139/b02-089

- patrick w. Sweeney, robert a. Price. 2001. A Multivariate Morphological Analysis of the Cardamine Concatenata Alliance (Brassicaceae). Brittonia 53 ( 1): 82-95

- -----------------------, -------------------. 2000. Polyphyly of the Genus Dentaria (Brassicaceae): Evidence from trnL Intron and ndhF Sequence Data. Systematic Botany 25 (3): 468-478

- i.a. Al-Shehbaz, r.a. Price. 1998. Delimitation of Nasturtium (Brassicaceae). Novon 8: 124–126

- james e. Rodman, kenneth g. Karol, robert a. Price, kenneth j. Sytsma. 1996. Molecules, Morphology, and Dahlgren's Expanded Order Capparales. Systematic Botany 21 (3): 289-307

- jeffrey a. Hart, robert a. Price. 1990. The genera of Cupressaceae (including Taxodiaceae) in the southeastern United States. J. of the Arnold Arboretum 71: 275-322

- robert a. Price, jerold m. Lowenstein. 1989. An immunological comparison of the Sciadopityaceae, Taxodiaceae, and Cupressaceae. Systematic Botany 14: 141-149

## Honores
- La abreviatura «R.A.Price» se emplea para indicar a Robert A. Price como autoridad en la descripción y clasificación científica de los vegetales.[1]